# Ray Clemence
Raymond Neal Clemence – detto Ray – (Skegness, 5 agosto 1948 – Desborough, 15 novembre 2020) è stato un calciatore e allenatore di calcio inglese, di ruolo portiere.

## Biografia
Anche suo figlio Stephen è un calciatore, di ruolo centrocampista.
Per i suoi meriti sportivi Ray Clemence è stato insignito dell'onorificenza di Membro dell'Impero Britannico.
Rientra inoltre nella ristretta cerchia dei calciatori con almeno 1000 presenze in carriera.
Affetto da tumore della prostata, si è spento il 15 novembre 2020, all'età di 72 anni.

## Carriera

### Giocatore

#### Club
Proveniente da Skegness, una cittadina di mare della contea del Lincolnshire, Ray Clemence si formò nelle giovanili del Notts County e venne acquistato a 17 anni dallo Scunthorpe, squadra per la quale debuttò in Lega nel 1966. Notato da Bill Shankly, venne acquistato dal Liverpool nel giugno 1967 per 18.000 sterline. L'esordio in prima squadra con i Reds avvenne nel terzo turno della Coppa di Lega 1968-1969 (2-0 ai gallesi dello Swansea City). Fino al 1970 Clemence giocò nella squadra riserve facendo apparizioni sporadiche in prima squadra. A 22 anni divenne il portiere titolare del Liverpool.
La prima stagione da titolare vide Clemence raggiungere la finale di Coppa d'Inghilterra, persa 1-2 nei tempi supplementari contro l'Arsenal. Due anni dopo il Liverpool vinse il titolo di campione inglese e la Coppa UEFA nella cui finale d'andata giocata ad Anfield Clemence parò un rigore a Jupp Heynckes del Borussia Mönchengladbach e la squadra poté andare a giocarsi il ritorno forte di un 3-0 netto; il ritorno finì 2-0 per i tedeschi.

Clemence solleva la Coppa dei Campioni 1976-1977 vinta con il Liverpool

Nel 1976, Clemence, sempre a difesa dei pali del Liverpool, rivinse Campionato e Coppa UEFA e, nel 1977, sfiorò il treble, perdendo la finale di Coppa d'Inghilterra contro il Manchester United; contestualmente la squadra vinceva il terzo campionato in quattro anni e Coppa dei Campioni a Roma, vinta di nuovo contro il Borussia Mönchengladbach.
La Coppa fu bissata l'anno successivo a Wembley in finale contro i belgi del Club Bruges, e fu l'unico trofeo vinto nel 1978. Nel 1979 arrivarono un nuovo titolo di campione d'Inghilterra e il record di punti (68 con il sistema di due punti a vittoria) nonché di gol subiti (16, di cui 12 fuori casa, in 42 partite). Nel 1980 Clemence si confermò campione con il suo club e nel 1981 arrivarono la Coppa di Lega e, infine, la terza Coppa dei Campioni, questa volta contro il Real Madrid al Parco dei Principi di Parigi. La partita, che si giocò il 27 maggio 1981, fu l'ultima giocata da Clemence con la maglia del Liverpool: con l'emergere dello zimbabwese Bruce Grobbelaar, Clemence si trovò in ballottaggio, per la prima volta in undici stagioni, per il posto da titolare. Decise quindi di trasferirsi a Londra al Tottenham, dopo aver vinto, con il Liverpool, cinque campionati inglesi, tre Coppe dei Campioni, una Supercoppa d'Europa, due Coppe UEFA, una Coppa di Lega, una Coppa d'Inghilterra e cinque Charity Shield.
Alla fine della stagione 1981-1982 Clemence raggiunse la finale di Coppa di Lega proprio contro il Liverpool, che vinse 3-1; nella finale di Coppa d'Inghilterra, invece, furono gli Spurs a imporsi, questa volta contro il QPR, per un 2-1 complessivo in due partite. Quella stagione si chiuse, tra l'altro, al secondo posto in campionato. Altri trofei vinti da Clemence con il Tottenham furono il Charity Shield 1981 e la Coppa UEFA 1984, le cui due finali furono giocate dal portiere di riserva Parks causa infortunio. Finì il suo impegno con il Tottenham - e con il calcio giocato - nel 1988 all'età di 40 anni.

#### Nazionale

Clemence in nazionale al

Clemence fu uno dei due portieri - insieme a Peter Shilton - che si disputarono l'eredità di Gordon Banks tra i pali della nazionale inglese quando questi dovette lasciare l'attività. Per lungo tempo fu decisa l'alternanza tra i due portieri, finché nel 1984 Clemence chiese di non essere più convocato, fermandosi a 61 partite e lasciando strada libera a Shilton che giocò in nazionale fino al 1990 arrivando a 125 incontri, più del doppio di Clemence.
La presenza di Clemence in nazionale coincise con il periodo di più lunga assenza inglese da competizioni di rilievo: giocò nelle qualificazioni dei campionati del mondo 1974 e 1978 senza raggiungere la qualificazione, e partecipò alla fase finale del campionato d'Europa 1980 in Italia (dove giocò in due delle tre partite dell'Inghilterra) nonché a quella del campionato del mondo 1982 in Spagna dove non fu mai utilizzato. In un'occasione Ray Clemence ebbe l'onore della fascia di capitano, durante il Torneo del Bicentenario negli Stati Uniti: la partita, disputatasi il 23 maggio 1976 a Los Angeles, vide l'Inghilterra opposta al Brasile. Nell'occasione, i sudamericani vinsero 1-0.

### Allenatore
Dopo il ritiro, Clemence rimase nello staff tecnico del Tottenham fino al gennaio 1994, divenendo anche il responsabile della prima squadra. Lasciò per assumere l'incarico di allenatore in seconda del Barnet in Terza Divisione. La stagione successiva la trascorse da manager unico della squadra e, nell'agosto 1996, fu richiamato dal suo vecchio compagno di squadra Glenn Hoddle ad allenare i portieri della Nazionale. Tenne l'incarico anche sotto la guida di Kevin Keegan, Howard Wilkinson, Peter John Taylor, Sven Göran Eriksson, Steve McClaren e Fabio Capello, con quest'ultimo tecnico condivide il ruolo con Franco Tancredi.
Il 14 maggio 2012 con Roy Hodgson sulla panchina albionica, è tornato a ricoprire tale incarico. L'11 giugno ha subito un serio infortunio al tendine d'achille durante la fase di riscaldamento precedente all'incontro d'esordio della nazionale inglese all'europeo.
Come capo del settore giovanile della Football Association, inoltre, Clemence ricopre anche il ruolo di supervisore delle nazionali Under-16, Under-17, Under-18, Under-19 e Under-20, e assiste il tecnico della Nazionale Under-21 Peter John Taylor. Nel 2005 annunciò un temporaneo allontanamento dai suoi impegni per curarsi da un tumore alla prostata.
Il 31 ottobre 2013 si dimette da tutte le cariche che ricopre per la federazione inglese, decidendo di ritirarsi definitivamente.

## Statistiche

### Presenze e reti nei club
Statistiche aggiornate al termine della carriera da calciatore.
| Stagione                 | Squadra                  | Campionato               | Campionato | Campionato | Coppe nazionali | Coppe nazionali | Coppe nazionali | Coppe continentali | Coppe continentali | Coppe continentali | Altre coppe | Altre coppe | Altre coppe | Totale | Totale |
| Stagione                 | Squadra                  | Comp                     | Pres       | Reti       | Comp            | Pres            | Reti            | Comp               | Pres               | Reti               | Comp        | Pres        | Reti        | Pres   | Reti   |
| ------------------------ | ------------------------ | ------------------------ | ---------- | ---------- | --------------- | --------------- | --------------- | ------------------ | ------------------ | ------------------ | ----------- | ----------- | ----------- | ------ | ------ |
| 1965–1966                | Scunthorpe Utd           | TD                       | 4          | -          | FACup+CdL       | -               | -               | -                  | -                  | -                  | -           | -           | -           | 4      | -      |
| 1966–1967                | Scunthorpe Utd           | TD                       | 44         | -          | FACup+CdL       | 2+0             | -               | -                  | -                  | -                  | -           | -           | -           | 46     | -      |
| Totale Scunthorpe United | Totale Scunthorpe United | Totale Scunthorpe United | 48         | -          |                 | 2+0             | -               |                    | -                  | -                  |             | -           | -           | 50     | -      |
|                          | Liverpool riserva        |                          | -          | -          |                 | -               | -               |                    | -                  | -                  | LSC+LpSC    | 7+1         | -           | 8      |        |
| 1967–1968                | Liverpool                | FD                       | 0          | -          | FACup+CdL       | 0+0             | -               | CdF                | 0                  | -                  | -           | -           | -           | 0      | -      |
| 1968–1969                | Liverpool                | FD                       | 0          | -          | FACup+CdL       | 0+1             | -               | CdF                | 0                  | -                  | -           | -           | -           | 1      | -      |
| 1969–1970                | Liverpool                | FD                       | 14         | -          | FACup+CdL       | 1+0             | -               | CdF                | 2                  | -                  | -           | -           | -           | 17     | -      |
| 1970–1971                | Liverpool                | FD                       | 41         | -          | FACup+CdL       | 7+3             | -               | CdF                | 10                 | -                  | -           | -           | -           | 61     | -      |
| 1971–1972                | Liverpool                | FD                       | 42         | -          | FACup+CdL       | 3+3             | -               | CdC                | 4                  | -                  | CS          | 1           | -           | 53     | -      |
| 1972–1973                | Liverpool                | FD                       | 41         | -          | FACup+CdL       | 4+7             | -               | CU                 | 12                 | -                  | -           | -           | -           | 64     | -      |
| 1973–1974                | Liverpool                | FD                       | 42         | -          | FACup+CdL       | 9+6             | -               | CC                 | 4                  | -                  | -           | -           | -           | 61     | -      |
| 1974–1975                | Liverpool                | FD                       | 42         | -          | FACup+CdL       | 2+4             | -               | CdC                | 4                  | -                  | CS          | 1           | -           | 53     | -      |
| 1975–1976                | Liverpool                | FD                       | 42         | -          | FACup+CdL       | 2+3             | -               | CU                 | 12                 | -                  | -           | -           | -           | 59     | -      |
| 1976–1977                | Liverpool                | FD                       | 42         | -          | FACup+CdL       | 8+2             | -               | CC                 | 9                  | -                  | CS          | 1           | -           | 62     | -      |
| 1977–1978                | Liverpool                | FD                       | 40         | -          | FACup+CdL       | 1+9             | -               | CC                 | 7                  | -                  | CS+SU       | 1+2         | -           | 60     | -      |
| mag. -ago.1978           | St. George-Budapest      | NSL                      | 2          | -          |                 | -               | -               |                    | -                  | -                  |             | -           | -           | 2      | -      |
| 1978–1979                | Liverpool                | FD                       | 42         | -          | FACup+CdL       | 7+1             | -               | CC                 | 2                  | -                  | SU          | 1           | -           | 53     | -      |
| 1979–1980                | Liverpool                | FD                       | 41         | -          | FACup+CdL       | 8+7             | -               | CC                 | 2                  | -                  | CS          | 1           | -           | 59     | -      |
| 1980–1981                | Liverpool                | FD                       | 41         | -          | FACup+CdL       | 2+9             | -               | CC                 | 9                  | -                  | CS          | 1           | -           | 62     | -      |
| Totale Liverpool         | Totale Liverpool         | Totale Liverpool         | 470        | -          |                 | 54+55           | -               |                    | 77                 | -                  |             | 9           | -           | 665    | -      |
| 1981–1982                | Tottenham                | FD                       | 38         | -          | FACup+CdL       | 7+8             | -               | CdC                | 8                  | -                  | CS          | 1           | -           | 62     | -      |
| 1982–1983                | Tottenham                | FD                       | 41         | -          | FACup+CdL       | 3+5             | -               | CdC                | 4                  | -                  | CS          | 1           | -           | 54     | -      |
| 1983–1984                | Tottenham                | FD                       | 26         | -          | FACup+CdL       | 1+3             | -               | CU                 | 7                  | -                  | -           | -           | -           | 37     | -      |
| 1984–1985                | Tottenham                | FD                       | 42         | -          | FACup+CdL       | 3+5             | -               | CU                 | 8                  | -                  | -           | -           | -           | 58     | -      |
| 1985–1986                | Tottenham                | FD                       | 42         | -          | FACup+CdL       | 5+6             | -               | -                  | -                  | -                  | FLSC        | 5           | -           | 58     | -      |
| 1986–1987                | Tottenham                | FD                       | 40         | -          | FACup+CdL       | 6+9             | -               | -                  | -                  | -                  | -           | -           | -           | 55     | -      |
| giu. -dic.1987           | Tottenham                | FD                       | 11         | -          | FACup+CdL       | 0+2             | -               | -                  | -                  | -                  | -           | -           | -           | 13     | -      |
| Totale Tottenham         | Totale Tottenham         | Totale Tottenham         | 240        | -          |                 | 25+38           | -               |                    | 27                 | -                  |             | 7           | -           | 337    | -      |
| Totale carriera          | Totale carriera          | Totale carriera          | 760        | -          |                 | 81+93           | -               |                    | 104                | -                  |             | 24          | -           | 1062   | -      |

### Cronologia presenze e reti in nazionale
| Cronologia completa delle presenze e delle reti in nazionale ― Inghilterra | Cronologia completa delle presenze e delle reti in nazionale ― Inghilterra | Cronologia completa delle presenze e delle reti in nazionale ― Inghilterra | Cronologia completa delle presenze e delle reti in nazionale ― Inghilterra | Cronologia completa delle presenze e delle reti in nazionale ― Inghilterra | Cronologia completa delle presenze e delle reti in nazionale ― Inghilterra | Cronologia completa delle presenze e delle reti in nazionale ― Inghilterra | Cronologia completa delle presenze e delle reti in nazionale ― Inghilterra |
| Data                                                                       | Città                                                                      | In casa                                                                    | Risultato                                                                  | Ospiti                                                                     | Competizione                                                               | Reti                                                                       | Note                                                                       |
| -------------------------------------------------------------------------- | -------------------------------------------------------------------------- | -------------------------------------------------------------------------- | -------------------------------------------------------------------------- | -------------------------------------------------------------------------- | -------------------------------------------------------------------------- | -------------------------------------------------------------------------- | -------------------------------------------------------------------------- |
| 15-11-1972                                                                 | Cardiff                                                                    | Galles                                                                     | 0 – 1                                                                      | Inghilterra                                                                | Qual. Mondiali 1974                                                        | -                                                                          |                                                                            |
| 24-1-1973                                                                  | Londra                                                                     | Inghilterra                                                                | 1 – 1                                                                      | Galles                                                                     | Qual. Mondiali 1974                                                        | -1                                                                         |                                                                            |
| 29-5-1974                                                                  | Lipsia                                                                     | Germania Est                                                               | 1 – 1                                                                      | Inghilterra                                                                | Amichevole                                                                 | -1                                                                         |                                                                            |
| 1-6-1974                                                                   | Sofia                                                                      | Bulgaria                                                                   | 0 – 1                                                                      | Inghilterra                                                                | Amichevole                                                                 | -                                                                          |                                                                            |
| 5-6-1974                                                                   | Belgrado                                                                   | Jugoslavia                                                                 | 2 – 2                                                                      | Inghilterra                                                                | Amichevole                                                                 | -2                                                                         |                                                                            |
| 30-10-1974                                                                 | Londra                                                                     | Inghilterra                                                                | 3 – 0                                                                      | Cecoslovacchia                                                             | Qual. Euro 1976                                                            | -                                                                          |                                                                            |
| 20-11-1974                                                                 | Londra                                                                     | Inghilterra                                                                | 0 – 0                                                                      | Portogallo                                                                 | Qual. Euro 1976                                                            | -                                                                          |                                                                            |
| 12-3-1975                                                                  | Portsmouth                                                                 | Inghilterra                                                                | 2 – 0                                                                      | Germania Ovest                                                             | Amichevole                                                                 | -                                                                          |                                                                            |
| 11-5-1975                                                                  | Limassol                                                                   | Cipro                                                                      | 0 – 1                                                                      | Inghilterra                                                                | Qual. Euro 1976                                                            | -                                                                          |                                                                            |
| 17-5-1975                                                                  | Belfast                                                                    | Irlanda del Nord                                                           | 0 – 0                                                                      | Inghilterra                                                                | Torneo Interbritannico 1975                                                | -                                                                          |                                                                            |
| 21-5-1975                                                                  | Londra                                                                     | Inghilterra                                                                | 2 – 2                                                                      | Galles                                                                     | Torneo Interbritannico 1975                                                | -2                                                                         |                                                                            |
| 24-5-1975                                                                  | Londra                                                                     | Inghilterra                                                                | 5 – 1                                                                      | Scozia                                                                     | Torneo Interbritannico 1975                                                | -1                                                                         |                                                                            |
| 3-9-1975                                                                   | Basilea                                                                    | Svizzera                                                                   | 1 – 2                                                                      | Inghilterra                                                                | Amichevole                                                                 | -1                                                                         |                                                                            |
| 30-10-1975                                                                 | Bratislava                                                                 | Cecoslovacchia                                                             | 2 – 1                                                                      | Inghilterra                                                                | Qual. Euro 1976                                                            | -2                                                                         |                                                                            |
| 19-11-1975                                                                 | Lisbona                                                                    | Portogallo                                                                 | 1 – 1                                                                      | Inghilterra                                                                | Qual. Euro 1976                                                            | -1                                                                         |                                                                            |
| 24-3-1976                                                                  | Wrexham                                                                    | Galles                                                                     | 1 – 2                                                                      | Inghilterra                                                                | Amichevole                                                                 | -1                                                                         |                                                                            |
| 8-5-1976                                                                   | Cardiff                                                                    | Galles                                                                     | 0 – 1                                                                      | Inghilterra                                                                | Amichevole                                                                 | -                                                                          |                                                                            |
| 11-5-1976                                                                  | Londra                                                                     | Inghilterra                                                                | 4 – 0                                                                      | Irlanda del Nord                                                           | Amichevole                                                                 | -                                                                          |                                                                            |
| 15-5-1976                                                                  | Glasgow                                                                    | Scozia                                                                     | 2 – 1                                                                      | Inghilterra                                                                | Amichevole                                                                 | -2                                                                         |                                                                            |
| 23-5-1976                                                                  | Los Angeles                                                                | Brasile                                                                    | 1 – 0                                                                      | Inghilterra                                                                | Amichevole                                                                 | -1                                                                         |                                                                            |
| 13-6-1976                                                                  | Helsinki                                                                   | Finlandia                                                                  | 1 – 4                                                                      | Inghilterra                                                                | Qual. Mondiali 1978                                                        | -1                                                                         |                                                                            |
| 8-9-1976                                                                   | Londra                                                                     | Inghilterra                                                                | 1 – 1                                                                      | Irlanda                                                                    | Amichevole                                                                 | -1                                                                         |                                                                            |
| 13-10-1976                                                                 | Londra                                                                     | Inghilterra                                                                | 2 – 1                                                                      | Finlandia                                                                  | Qual. Mondiali 1978                                                        | -1                                                                         | 44’                                                                        |
| 17-11-1976                                                                 | Roma                                                                       | Italia                                                                     | 2 – 0                                                                      | Inghilterra                                                                | Qual. Mondiali 1978                                                        | -2                                                                         |                                                                            |
| 9-2-1977                                                                   | Southampton                                                                | Inghilterra                                                                | 0 – 2                                                                      | Paesi Bassi                                                                | Amichevole                                                                 | -2                                                                         |                                                                            |
| 30-3-1977                                                                  | Londra                                                                     | Inghilterra                                                                | 5 – 0                                                                      | Lussemburgo                                                                | Qual. Mondiali 1978                                                        | -                                                                          |                                                                            |
| 4-6-1977                                                                   | Londra                                                                     | Inghilterra                                                                | 1 – 2                                                                      | Scozia                                                                     | Torneo Interbritannico 1977                                                | -2                                                                         |                                                                            |
| 8-6-1977                                                                   | Rio de Janeiro                                                             | Brasile                                                                    | 0 – 0                                                                      | Inghilterra                                                                | Amichevole                                                                 | -                                                                          |                                                                            |
| 12-6-1977                                                                  | Buenos Aires                                                               | Argentina                                                                  | 1 – 1                                                                      | Inghilterra                                                                | Amichevole                                                                 | -1                                                                         |                                                                            |
| 15-6-1977                                                                  | Montevideo                                                                 | Uruguay                                                                    | 0 – 0                                                                      | Inghilterra                                                                | Amichevole                                                                 | -                                                                          |                                                                            |
| 7-9-1977                                                                   | Londra                                                                     | Inghilterra                                                                | 0 – 0                                                                      | Svizzera                                                                   | Amichevole                                                                 | -                                                                          |                                                                            |
| 12-10-1977                                                                 | Lussemburgo                                                                | Lussemburgo                                                                | 0 – 2                                                                      | Inghilterra                                                                | Amichevole                                                                 | -                                                                          |                                                                            |
| 16-11-1977                                                                 | Londra                                                                     | Inghilterra                                                                | 2 – 0                                                                      | Italia                                                                     | Qual. Mondiali 1978                                                        | -                                                                          |                                                                            |
| 22-2-1978                                                                  | Monaco di Baviera                                                          | Germania Ovest                                                             | 2 – 1                                                                      | Inghilterra                                                                | Amichevole                                                                 | -2                                                                         |                                                                            |
| 16-5-1978                                                                  | Londra                                                                     | Inghilterra                                                                | 1 – 0                                                                      | Irlanda del Nord                                                           | Torneo Interbritannico 1978                                                | -                                                                          |                                                                            |
| 20-5-1978                                                                  | Glasgow                                                                    | Scozia                                                                     | 1 – 2                                                                      | Inghilterra                                                                | Torneo Interbritannico 1978                                                | -                                                                          |                                                                            |
| 20-9-1978                                                                  | Copenaghen                                                                 | Danimarca                                                                  | 3 – 4                                                                      | Inghilterra                                                                | Qual. Euro 1980                                                            | -3                                                                         |                                                                            |
| 25-10-1978                                                                 | Dublino                                                                    | Irlanda                                                                    | 1 – 1                                                                      | Inghilterra                                                                | Qual. Euro 1980                                                            | -1                                                                         |                                                                            |
| 7-2-1979                                                                   | Londra                                                                     | Inghilterra                                                                | 4 – 0                                                                      | Irlanda del Nord                                                           | Qual. Euro 1980                                                            | -                                                                          |                                                                            |
| 19-5-1979                                                                  | Belfast                                                                    | Irlanda del Nord                                                           | 0 – 2                                                                      | Inghilterra                                                                | Torneo Interbritannico 1979                                                | -                                                                          |                                                                            |
| 26-5-1979                                                                  | Londra                                                                     | Inghilterra                                                                | 3 – 1                                                                      | Scozia                                                                     | Amichevole                                                                 | -1                                                                         |                                                                            |
| 6-6-1979                                                                   | Sofia                                                                      | Bulgaria                                                                   | 0 – 3                                                                      | Inghilterra                                                                | Qual. Euro 1980                                                            | -                                                                          |                                                                            |
| 13-6-1979                                                                  | Vienna                                                                     | Austria                                                                    | 4 – 3                                                                      | Inghilterra                                                                | Amichevole                                                                 | -1                                                                         | 46’                                                                        |
| 12-9-1979                                                                  | Londra                                                                     | Inghilterra                                                                | 1 – 0                                                                      | Danimarca                                                                  | Qual. Euro 1980                                                            | -                                                                          |                                                                            |
| 22-11-1979                                                                 | Londra                                                                     | Inghilterra                                                                | 2 – 0                                                                      | Bulgaria                                                                   | Qual. Euro 1980                                                            | -                                                                          |                                                                            |
| 6-2-1980                                                                   | Londra                                                                     | Inghilterra                                                                | 2 – 0                                                                      | Irlanda                                                                    | Qual. Euro 1980                                                            | -                                                                          |                                                                            |
| 13-5-1980                                                                  | Londra                                                                     | Inghilterra                                                                | 3 – 1                                                                      | Argentina                                                                  | Amichevole                                                                 | -                                                                          |                                                                            |
| 17-5-1980                                                                  | Wrexham                                                                    | Galles                                                                     | 4 – 1                                                                      | Inghilterra                                                                | Torneo Interbritannico 1980                                                | -4                                                                         |                                                                            |
| 24-5-1980                                                                  | Glasgow                                                                    | Scozia                                                                     | 0 – 2                                                                      | Inghilterra                                                                | Torneo Interbritannico 1980                                                | -                                                                          |                                                                            |
| 12-6-1980                                                                  | Torino                                                                     | Inghilterra                                                                | 1 – 1                                                                      | Belgio                                                                     | Euro 1980 - 1º turno                                                       | -1                                                                         |                                                                            |
| 18-6-1980                                                                  | Napoli                                                                     | Spagna                                                                     | 1 – 2                                                                      | Inghilterra                                                                | Euro 1980 - 1º turno                                                       | -1                                                                         |                                                                            |
| 15-10-1980                                                                 | Bucarest                                                                   | Romania                                                                    | 2 – 1                                                                      | Inghilterra                                                                | Qual. Mondiali 1982                                                        | -2                                                                         |                                                                            |
| 25-3-1981                                                                  | Londra                                                                     | Inghilterra                                                                | 1 – 2                                                                      | Spagna                                                                     | Amichevole                                                                 | -2                                                                         |                                                                            |
| 12-5-1981                                                                  | Londra                                                                     | Inghilterra                                                                | 0 – 1                                                                      | Brasile                                                                    | Amichevole                                                                 | -1                                                                         | cap.                                                                       |
| 30-5-1981                                                                  | Berna                                                                      | Svizzera                                                                   | 2 – 1                                                                      | Inghilterra                                                                | Qual. Mondiali 1982                                                        | -2                                                                         |                                                                            |
| 6-6-1981                                                                   | Budapest                                                                   | Ungheria                                                                   | 1 – 3                                                                      | Inghilterra                                                                | Qual. Mondiali 1982                                                        | -1                                                                         | 73’                                                                        |
| 9-9-1981                                                                   | Oslo                                                                       | Norvegia                                                                   | 2 – 1                                                                      | Inghilterra                                                                | Qual. Mondiali 1982                                                        | -2                                                                         |                                                                            |
| 23-2-1982                                                                  | Londra                                                                     | Inghilterra                                                                | 4 – 0                                                                      | Irlanda del Nord                                                           | Torneo Interbritannico 1982                                                | -                                                                          |                                                                            |
| 3-6-1982                                                                   | Helsinki                                                                   | Finlandia                                                                  | 1 – 4                                                                      | Inghilterra                                                                | Amichevole                                                                 | -1                                                                         |                                                                            |
| 15-12-1982                                                                 | Londra                                                                     | Inghilterra                                                                | 9 – 0                                                                      | Lussemburgo                                                                | Qual. Euro 1984                                                            | -                                                                          |                                                                            |
| 16-11-1983                                                                 | Lussemburgo                                                                | Lussemburgo                                                                | 0 – 4                                                                      | Inghilterra                                                                | Qual. Euro 1984                                                            | -                                                                          |                                                                            |
| Totale                                                                     |                                                                            | Presenze                                                                   | 61                                                                         |                                                                            | Reti                                                                       | -50                                                                        |                                                                            |

## Palmarès

### Giocatore

#### Competizioni nazionali
- Campionato inglese: 5

Liverpool: 1972-1973, 1975-1976, 1976-1977, 1978-1979, 1979-1980
- Coppa d'Inghilterra: 2

Liverpool: 1973-1974
Tottenham: 1981-1982
- Coppa di Lega inglese: 1

Liverpool: 1980-1981
- Charity Shield: 6

Liverpool: 1974, 1976, 1977, 1979, 1980
Tottenham: 1981

#### Competizioni internazionali
- Coppa dei Campioni: 3

Liverpool: 1976-1977, 1977-1978, 1980-1981
- Coppa UEFA: 3

Liverpool: 1972-1973, 1975-1976
Tottenham Hotspur: 1983-1984
- Supercoppa UEFA: 1

Liverpool: 1977